# Uyên Thao
Uyên Thao tên thật là Vũ Quốc Châu, sinh năm 1933 tại Hà Nội, là một nhà văn, nhà báo, chủ bút nhật báo Sóng Thần. Ông cũng là người sáng lập ra nhà xuất bản Tiếng Quê Hương.,

## Tiểu sử
Vũ Quốc Châu bắt đầu sự nghiệp viết lách vào năm 1951 ở Hà Nội.,
Năm 1953 ông vào Sài Gòn viết cho báo Đời Mới cũng như những tập san văn học nghệ thuật. Sau đó ông gia nhập quân đội của Quốc Gia Việt Nam nhưng không thích chiến đấu. Đến năm 1955 thì ông được chọn làm đặc phái viên quân đội ở vùng 1, vùng 2. Sau đó ông làm việc cho Đài Phát Thanh Quốc Gia Sài Gòn, cộng tác với nhiều tờ báo. Đến cuối năm 1970 ông lại phải đi lính, nhưng đầu năm 1971 thì lại được giải ngũ.
Cuối năm 1971 ông tham gia với 1 nhóm trí thức bao gồm Chu Tử, Nguyễn Liệu và Phạm Văn Lương thành lập nhật báo Sóng Thần với chủ trương bài trừ tham nhũng. Báo có lần bị Bộ Nội vụ kiện ra tòa ngày 31 Tháng Mười năm 1974, cho là phỉ báng, mạ lị tổng thống vì đã cho đăng bản cáo trạng số một về sự tham nhũng trong chính quyền và quân đội của Phong trào chống tham nhũng của linh mục Trần Hữu Thanh và 300 linh mục khác và một bức hoạ ở mục "Hí Độc Diễn" diễn tả mức nguy hại khi tệ nạn tham nhũng lan tràn. Tháng Giêng năm 1975 Sóng Thần bị rút giấy phép.
3 tháng sau ngày 30 tháng 4 1975, ông bị bắt giam, mãi đến cuối năm 1986 mới được thả về. Tuy nhiên ông bị chỉ định theo lời kể phải ở tại chùa Pháp Hoa, cạnh Đại Học Vạn Hạnh, và trình diện 2 lần sáng và tối, được nhà nước cho đi hốt rác tại quân Gò Vấp. Sau đó Uyên Thao làm đơn xin đi định cư tại Hoa kỳ theo diện HO, và được Hội Gia đình Tù Nhân Chính Trị của bà Khúc Minh Thơ bảo trợ, tới tiểu bang Virginia vào tháng 9 năm 1999.,
Vào tháng sau, đầu năm 2000, ông thành lập lên nhà xuất bản Tủ Sách Tiếng Quê Hương phát hành tại trụ sở Nhà Việt Nam đường Hillwood, thành phố Falls Church, bắc Virginia.

## Tủ Sách Tiếng Quê Hương
Nhà xuất bản Tủ Sách Tiếng Quê Hương được Uyên Thao thành lập vào đầu năm 2000. Tác phẩm đầu tiên được phát hành vào tháng 9 cùng năm là của tác giả
Nguyễn Thụy Long
- với tập truyện ngắn "Thân Phận Ma Trơi".[2],[5]
- Giữa Đêm Trường — Hồi ký

Bùi Ngọc Tấn
- Vũ Trụ Không Cùng
- Viết Về Bè Bạn - Hồi ký

Bùi Tín
- Thao Thức Cùng Quê Hương — Chính luận

Nguyễn Mạnh Tường
- Kẻ Bị Khai Trừ — Tự truyện

Tạ Duy Anh
- Đi Tìm Nhân Vật
- sinh Ra Để Chết

Thụy Khuê
- Nhân Văn Giai Phẩm Và Vấn Đề Nguyễn Ái Quốc — Biên khảo

Tô Hải
- Hồi Ký Của Một Thằng Hèn — Hồi ký

Võ Thị Hảo
- Dạ Tiệc Quỷ — Tiểu thuyết

Vũ Thư Hiên
- Đêm Giữa Ban Ngày — Hồi ký [6]